# 穷母岗峰
穷母岗峰，藏语称“穷母岗日”，位于念青唐古拉山脉最南端，处于西藏自治区拉萨市尼木县境内，海拔7048米。

## 简介
穷母岗峰是念青唐古拉山脉4座7000米以上的山峰之一。藏语“穷母岗”意为“有学问的仙女”。穷母岗峰紧邻新藏公路，交通便利。
穷母岗峰地形条件复杂，冰壁、冰岩混合、岩壁、雪檐、雪桥、悬冰川、雪崩区等都有。穷母岗峰的攀登高差及高度与中央峰类似，但攀登难度比中央峰高，在登山运动中属7000米级技术型山峰。
穷母岗峰所在地区受到印度洋气流及附近湖泊小气候综合影响，天气状况复杂，一日之中经常出现冰雹、闪电、阵雨、雷暴等各种天气现象。穷母岗峰的年降水量主要集中在5月至9月，占年降水量的80%至90%。